# Antonino Barillà
Antonino Barillà (ur. 1 kwietnia 1988 w Reggio di Calabria) – włoski piłkarz występujący na pozycji środkowego pomocnika. Były młodzieżowy reprezentant Włoch.